# Luneta meridiana

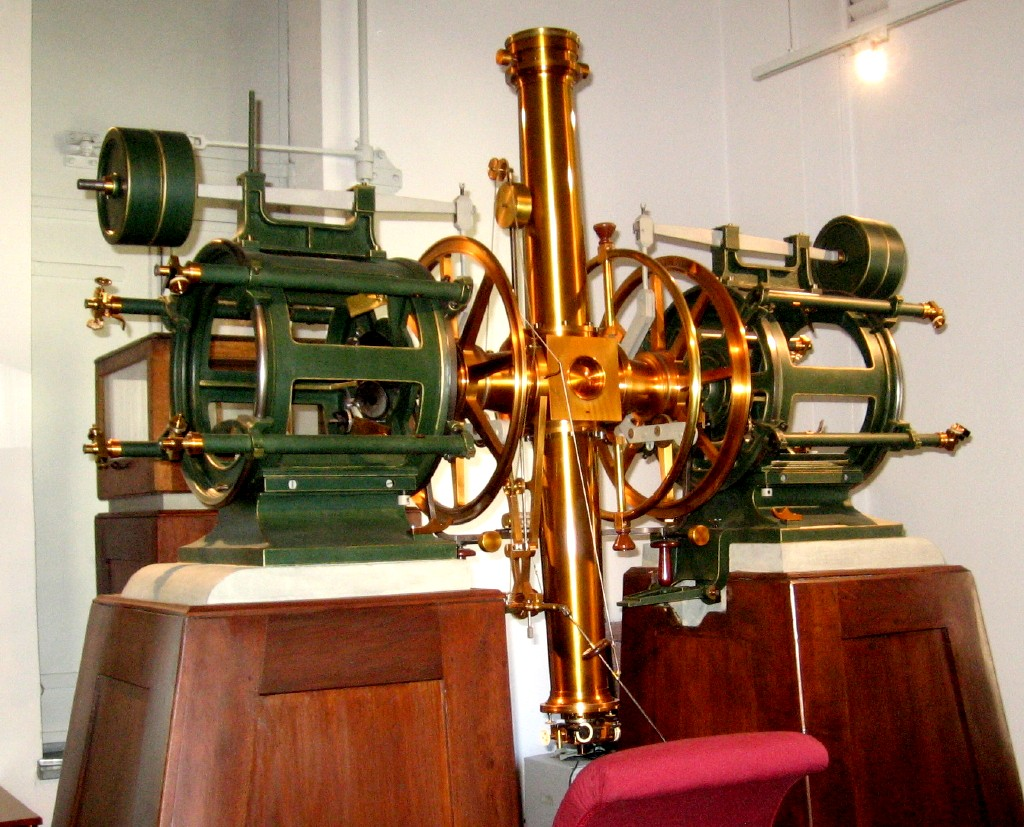
Luneta meridiana do Observatório Kuffner

Em astronomia, luneta meridiana, luneta de passagem, luneta de trânsito, ou simplesmente meridiana é um instrumento astronômico usado para, dentre outros, determinar a hora e a longitude local utilizando a observação da passagem meridiana de estrelas.

## Funcionamento
A luneta é provida de um retículo e é montada sobre um eixo orientado ao longo da linha Leste-Oeste, de modo a mover-se somente no plano meridiano do local. Trata-se, portanto, de um instrumento voltado exclusivamente para observar astros durante sua passagem meridiana.
Como o instrumento aponta unicamente ao longo do meridiano local, o observador depende da rotação da Terra para que o astro alvo entre no campo de visão da luneta.
A luneta meridiana permite a medida tanto da altura quanto da hora em que o astro culmina. Assim, mede-se com precisão as coordenadas do astro no sistema de coordenadas horizontais.
Lunetas meridianas têm sido usadas desde o século XVIII para produzir catálogos estelares precisos: uma vez que a latitude e a longitude do local de observação sejam conhecidas, a altura e azimute do astro observado podem ser convertidos em ascensão reta e declinação.
De posse de catálogos estelares precisos, uma luneta meridiana pode ser usada em qualquer parte do mundo para medir com precisão a longitude local, mediante a medição do momento da passagem meridiana. Antes da invenção relógio atômico, esta era a maneira mais precisa para medir o tempo.

## Lunetas meridianas no Brasil e em Portugal
Um exemplo de luneta meridiana moderna pode ser encontrado no Observatório Abrahão de Moraes.
No Observatório Astronómico de Lisboa, encontra-se uma luneta meridiana construída no século XIX em Hamburgo pela oficina de Repsold.
Em 9 de dezembro de 2005, o Museu de Astronomia e Ciências Afins reformou o pavilhão da luneta meridiana de Gautier, construída na década de 20.